# Cappella Reale di Rio de Janeiro

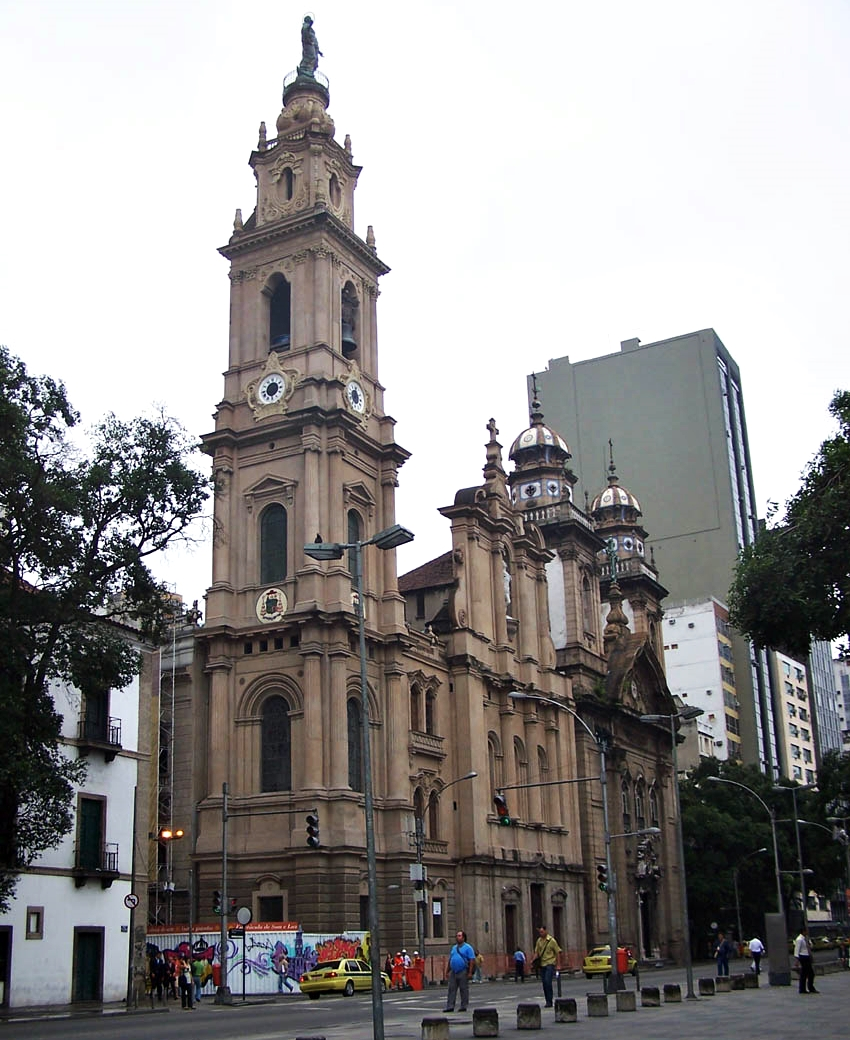
L'antica cattedrale di Rio, in cui ebbe sede la Cappella Reale

La Cappella Reale di Rio de Janeiro (in portoghese: Capela Real o Real Capela) fu un'istituzione fondata a Rio de Janeiro dal principe reggente di Portogallo, Dom João, con il compito di organizzare le celebrazioni religiose a cui assisteva la famiglia reale, e si distingueva per l'elevata qualità della musica eseguita.

## Storia
Le sue origine risalgono alla Cappella Reale di Lisbona, che aveva servito per lungo tempo i re di Portogallo. In seguito al trasferimento della corte portoghese in Brasile nel 1808, si rese necessario istituire una Cappella Reale a Rio de Janeiro, che divenne la nuova residenza della Corte.  In precedenza era in funzione una cappella per le corte vicereale attiva nella chiesa della Madonna del Rosario e di San Benedetto, che era anche la cattedrale della città. Siccome questa chiesa non aveva la sontuosità considerata necessaria per le cerimonie regie, il titolo cattedrale fu attribuito alla chiesa di Nostra Signora del Monte Carmelo, che era decorata in modo molto più ricco e aveva il vantaggio ulteriore di trovarsi vicina alla prima residenza della famiglia reale, il Palazzo dei Viceré. 
Il trasferimento delle funzioni, con tutto il corpo del capitolo, oltre ai cantori e agli strumentisti, fu ordinato il 15 giugno 1808, con la richiesta che fosse disposta nel più breve tempo possibile. Allo stesso tempo, alla Cattedrale fu attribuita la dignità di Cappella Reale. Il principe reggente, insoddisfatto per la povertà del cerimoniale, decise allora di dotare la Cappella di privilegi e rendite, a spese delle chiese dei tre ordini militari dei territori d'oltremare.
Nonostante i provvedimenti reali, il trasferimento non avvenne tranquillamente e occorsero diverse dispute fra il clero portoghese che aveva seguito la Corte e quello brasiliano. Era maestro di cappella dei viceré il sacerdote José Maurício Nunes Garcia, che fu poi confermato dal reggente come maestro di cappella e organista della Cappella Reale. La nuova istituzione funzionò irregolarmente nei suoi primi mesi, e il suo statuto fu approvato solo il 4 agosto 1809. Vari musici che avevano viaggiato con la Corte furono cooptati, ma la formazione non fu considerata di qualità soddisfacente, né era in grado di rispondere a tutte le esigenze che erano sorte, con innumerevoli feste e cerimonie che si erano notevolmente infittite nel calendario.
A partire dal 1809 si iniziò a ingaggiare nuovo personale per rimpolpare l'organico. Marcos António Portugal e Fortunato Mazziotti furono designati come maestri di cappella ausiliari, e furono scritturati i musicisti Manuel da Câmara, José Capranica, Antônio Pedro Gonçalves, Carlo Mazziotti, Salvador Sartori e Antônio José de Araújo, nominato secondo organista. L'anno seguente, furono ingaggiati i castrati, fra cui José Gori, Antonio Cicconi, Giovanni Francesco Faccioni, Marcello Tani, Pasquale Tani, Francesco Realli e Angelo Tinelli.
Negli anni la Cappella Reale attraversò vari cambiamenti nel suo organico, ma al suo apogeo contava una cinquantina di cantori e un centinaio di strumentisti. Le sue interpretazioni furono lodate da tutti i viaggiatori stranieri e fu considerata una delle migliori formazioni musicali delle Americhe, una prova dell'apprezzamento di dom João per la musica. La Cappella Reale fu di grande importanza per lo sviluppo della musica brasiliana; e vi parteciparono alcuni dei più insigni artisti attivi nel Brasile dell'epoca, fra cui José Maurício Nunes Garcia, Marcos Portugal, Francisco Manuel da Silva e Damião Barbosa de Araújo; molti dei musicisti erano negri o mulatti, e la presenza di vari stranieri rinomati, oltre alla disponibilità di accesso alla vasta biblioteca musicale istituita da dom João, contribuirono a stabilire nello scenario brasiliano nuove pratiche musicali e a introdurre nuovi riferimenti estetici. Dopo il ritorno di dom João in Europa le attività declinarono rapidamente. Trasformata in Cappella Imperiale in occasione dell'ascesa di Pietro I al trono brasiliano, dopo la sua abdicazione, in una congiuntura economica difficile, le sue attività furono ridotte ancor più. Il successore, Pietro II, la riattivò parzialmente, ma fu abolita con la proclamazione della repubblica nel 1889.